# Chełmsko Śląskie

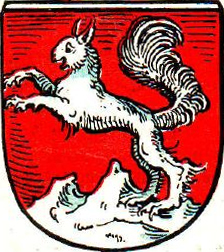
Herb Chełmska Śląskiego

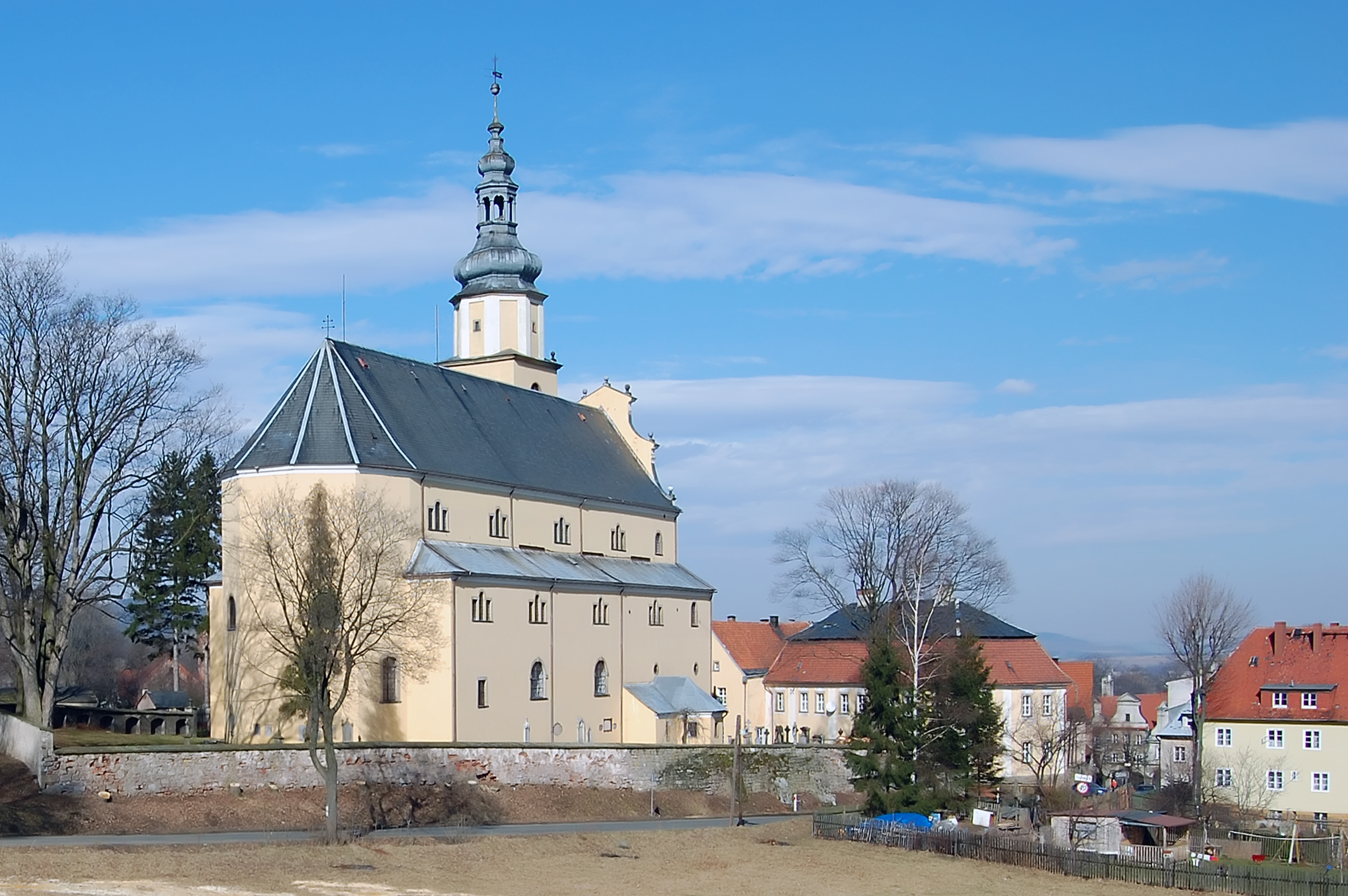
Kościół w Chełmsku Śląskim

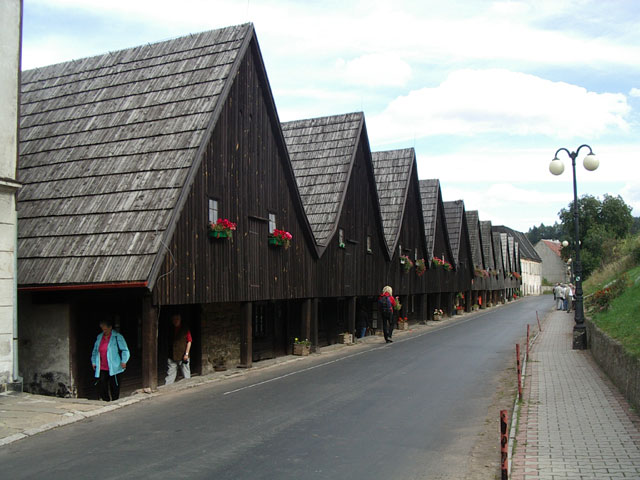
„Dwunastu Apostołów” – domy tkaczy

Chełmsko Śląskie (przed 1945 niem. Schömberg) – wieś w Polsce położona w województwie dolnośląskim, w powiecie kamiennogórskim, w gminie Lubawka.
Wieś leży u zbiegu Zadrny i potoku  Meta na wysokości 500 - 550 m n.p.m., w południowym krańcu Kotliny Krzeszowskiej, pomiędzy Górami Kruczymi a Zaworami.
Dawniej miasto; uzyskało lokację miejską w 1289 roku, zdegradowane w 1945 roku.
Według Narodowego Spisu Powszechnego wieś liczyła 2175 mieszkańców (marzec 2011).

## Historia
Prawdopodobnie na terenie Chełmska Śląskiego istniała w średniowieczu osada, z której pozostały ślady w postaci grodziska. Gród był wzmiankowany w 1207 roku. Niektóre źródła podają datę lokacji przez Czechów w roku 1214, prawdopodobnie przez kasztelana z Upy – Laurentego, ale pierwsza pewna wzmianka o mieście pochodzi z 1289 r. Miasteczko pełniło rolę lokalnego ośrodka administracyjno-usługowego w tej części księstwa świdnickiego. Chełmsko Śląskie było prywatną własnością Jeriko de Ysinburga i jego siostrzeńca Presecha de Gutinsteyna. W 1343 r. miasto zostało sprzedane opatowi cystersów Mikołajowi II z pobliskiego Krzeszowa i Konradowi von Czirn. Konrad wraz z żoną władali majątkiem dożywotnio, a po ich śmierci Chełmsko Śląskie stało się własnością klasztoru aż do kasaty zakonu w 1810 r.
W 1352 roku wspomina się o istnieniu w mieście prawa do wyższego i niższego sądownictwa. Miasto posiadało również prawa górnicze, ale nic nie wiadomo o ich wykorzystaniu. Miasto, od roku 1392 przynależące do korony czeskiej, szybko się rozwijało pod zarządem cystersów.
W 1426 r. zostało zniszczone w czasie wojen husyckich. Od XVI w. rozwija się ponownie jako ośrodek sukiennictwa i płóciennictwa oraz handlu ich wyrobami. Na krótko rozwój został przerwany w roku 1567 przez pożar. W XVII w. doszło do starć na tle religijnymi między protestantami a katolikami. 29 grudnia 1620 u wjazdu do Chełmska chłopi zastrzelili opata M. Clavego. W ramach represji miasto straciło prawa miejskie. Ogromny pożar w 1629 r. zniszczył prawie połowę domostw (około 60 na blisko 120).
W 2. połowie XVII w. miasto ożywiło się dzięki tkactwu chałupniczemu, którego produkty były sprzedawane w całej Europie, a nawet w Ameryce. W tym okresie powstały mieszczańskie kamienice w rynku oraz zespoły drewnianych domów („Dwunastu Apostołów” i „Siedmiu Braci”) przy drogach wyjazdowych. W 1793 r. doszło do buntu tkaczy sprowokowanych przez kupców kamiennogórskich. Na wieść o zamieszkach w Chełmsku doszło do starć w Lubawce, Kamiennej Górze, a nawet w dość odległym Bolkowie. Bunt rozprzestrzenił się na obszar całych Sudetów Środkowych i Pogórza. Dopiero po interwencji władz został przywrócony spokój. Rozwój tkactwa mechanicznego doprowadził do upadku tradycyjnych rzemieślników. Około połowy XIX w. miasto podupada i daje się zauważyć odpływ ludności. Sytuację pogarszają kolejne pożary w 1829 i 1848 r. Po nieurodzajnych latach dochodzi do zamieszek na tle głodowym. Władze chcąc poprawić sytuację tkaczy rozpoczynają budowę dróg, dając zatrudnienie głodującym tkaczom (tzw. „drogi głodu”). Pewne ożywienie nastąpiło pod koniec XIX w., kiedy to powstały pierwsze tkalnie mechaniczne. W roku 1887 uruchomiono szkołę tkacką. W 1896 r. doprowadzono z Kamiennej Góry prywatną linię kolejową, którą to w roku 1899 przedłużono do Okrzeszyna. Budowa kolei wpłynęła aktywizująco na rozwój przemysłu i miasteczka, w tym czasie mieszkańcy mogli już korzystać z elektryczności i wodociągów. W XIX w. i w 1. połowie XX w. zaczęła się rozwijać turystyka. Od lat 80. XIX wieku Chełmsko Śląskie stało się popularnym letniskiem, działało kilka gospód i hotelików, a miasteczko cieszyło się sławą pięknie położonej, malowniczej miejscowości. Ruch turystyczny był dość znaczny, gdyż Chełmsko Śląskie leżało na uczęszczanej trasie pomiędzy Kamienną Górą, Krzeszowem i czeskim Adršpachem.
Podczas II wojny światowej istniał tu od 1940 r. obóz pracy, filia obozu Gross-Rosen. Na cmentarzu znajduje się zbiorowa mogiła 77 więźniów.
Po II wojnie światowej miasto znalazło się w Polsce, a jego niemieccy mieszkańcy zostali zmuszeni do wyjazdu. W 1947 r. przyjęło nazwę Chełmsko Śląskie (w latach 1945–1947 Szymrych). Od tego czasu miejscowość przeżywa głęboki kryzys – zniszczeniu uległo kilka zabytkowych kamienic. W roku 1957 Chełmsko Śląskie otrzymało prawa osiedla, którym pozostało do 1972. W okresie PRL powstały dwa zakłady, dające zatrudnienie miejscowej ludności. Po 1989 r. miejscowe stowarzyszenia (Stowarzyszenie „Tkacze Śląscy” i Fundacja Bramy Lubawskiej) starają się ożywić podupadającą miejscowość.
W latach 1945–1954 siedziba gminy Chełmsko Śląskie. W latach 1954–1956 wieś należała i była siedzibą władz gromady Chełmsko Śląskie, przekształconej 1 stycznia 1957 w osiedle. W latach 1962–1972 miejscowość była siedzibą gromady Chełmsko Śląskie, ale nie należała do niej. 
W latach 1975–1998 miejscowość administracyjnie należała do województwa jeleniogórskiego.
Do 21 grudnia 2007 roku funkcjonowało przejście graniczne Chełmsko Śląskie-Libná, które na mocy Układu z Schengen zostało zlikwidowane.

## Religia
- Kościół rzymskokatolicki — parafia Świętej Rodziny[11]
- Chrześcijańska Wspólnota Ewangeliczna – placówka misyjna w Chełmsku Śląskim[12]

## Urodzeni w Chełmsku Śląskim
- Piotr II Keilich, opat opactwa w Krzeszowie.

## Zabytki
Chełmsko Śląskie w pełni zachowało swój pierwotny układ urbanistyczny z rynkiem i dominującą nad miastem bryłą kościoła. Do wojewódzkiego rejestru zabytków wpisane są obiekty:
- miasto
- kościół parafialny pw. Świętej Rodziny, barokowy, z lat 1670–1691
- plebania kościoła pw. Świętej Rodziny, ul. Powstańców Śląskich 2, z lat 1727–1728
- cmentarz rzymskokatolicki parafialny, z połowy XIX w.
- dom z XVII w., ul. Kamiennogórska 1
- dom, ul. Kamiennogórska 7, z XVIII, przebudowany w XIX w. W oficynie oryginalne barokowe drzwi z 1 poł. XVIII wieku.
- dom z połowy XVIII w., ul. Kamiennogórska 11
- dom, z XVIII w.; z zespołu drewnianych domów tkaczy „Siedmiu Braci”, wybudowanych dla bawarskich tkaczy drogiego adamaszku pozostał tylko jeden, można go oglądać przy ul. Kamiennogórskiej 21
- dawna szkoła parafialna z 1575 r. (dawna plebania), ul. Kościelna 5, przebudowana w XVII w.
- barokowe i klasycystyczne kamienice północnej i zachodniej pierzei rynku:
  - pięć domów podcieniowych, Rynek 5, 6, 7, 8, 9, z XVIII-XIX w.
  - dziewięć domów, Rynek 10, 11, 12, 13, 14, 21, 22, 29, 30, z XVI w.
  - dom, Rynek 15, z XVIII w., przebudowany w XIX w.
  - dom, Rynek 20, z XVII w., przebudowany w XX w.
  - ruina domu z XVII wieku, Rynek 27-28
- zespół drewnianych domów tkaczy, tzw. „12 Apostołów” z 1707 r., ul. Sądecka 13-23
- rzeźba gotycka z około 1500 roku w narożniku kamienicy Rynek 4
- budynek ratusza
- kościół poewangelicki
- kaplica św. Anny na Rogu

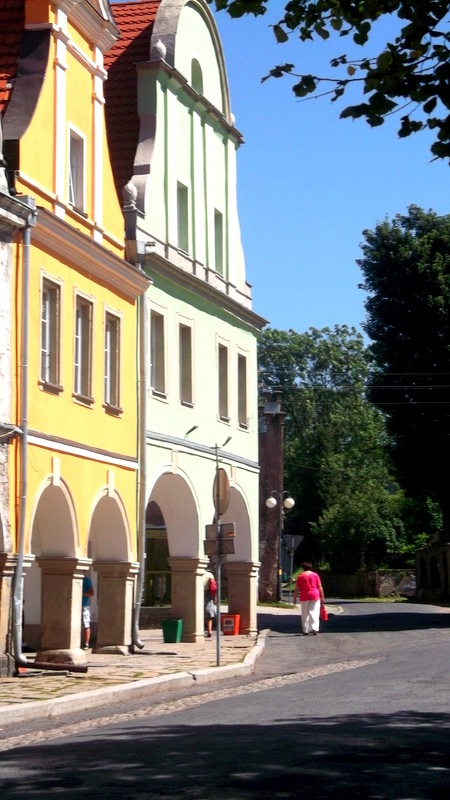
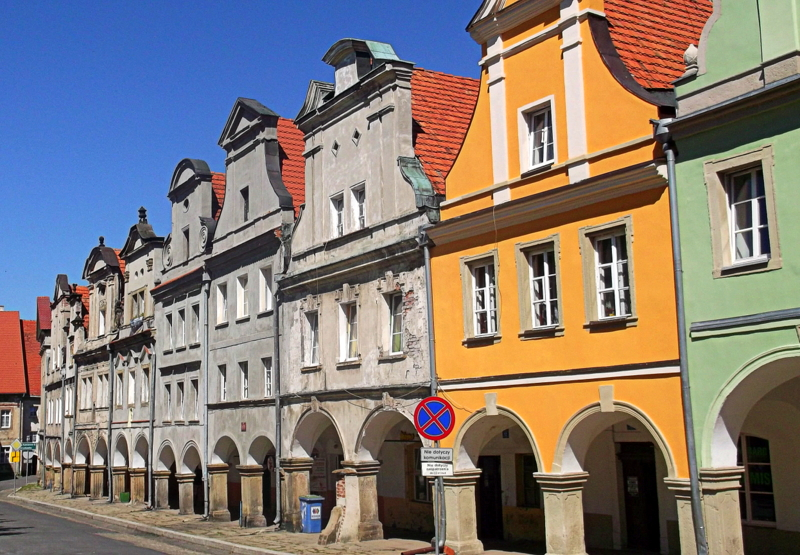
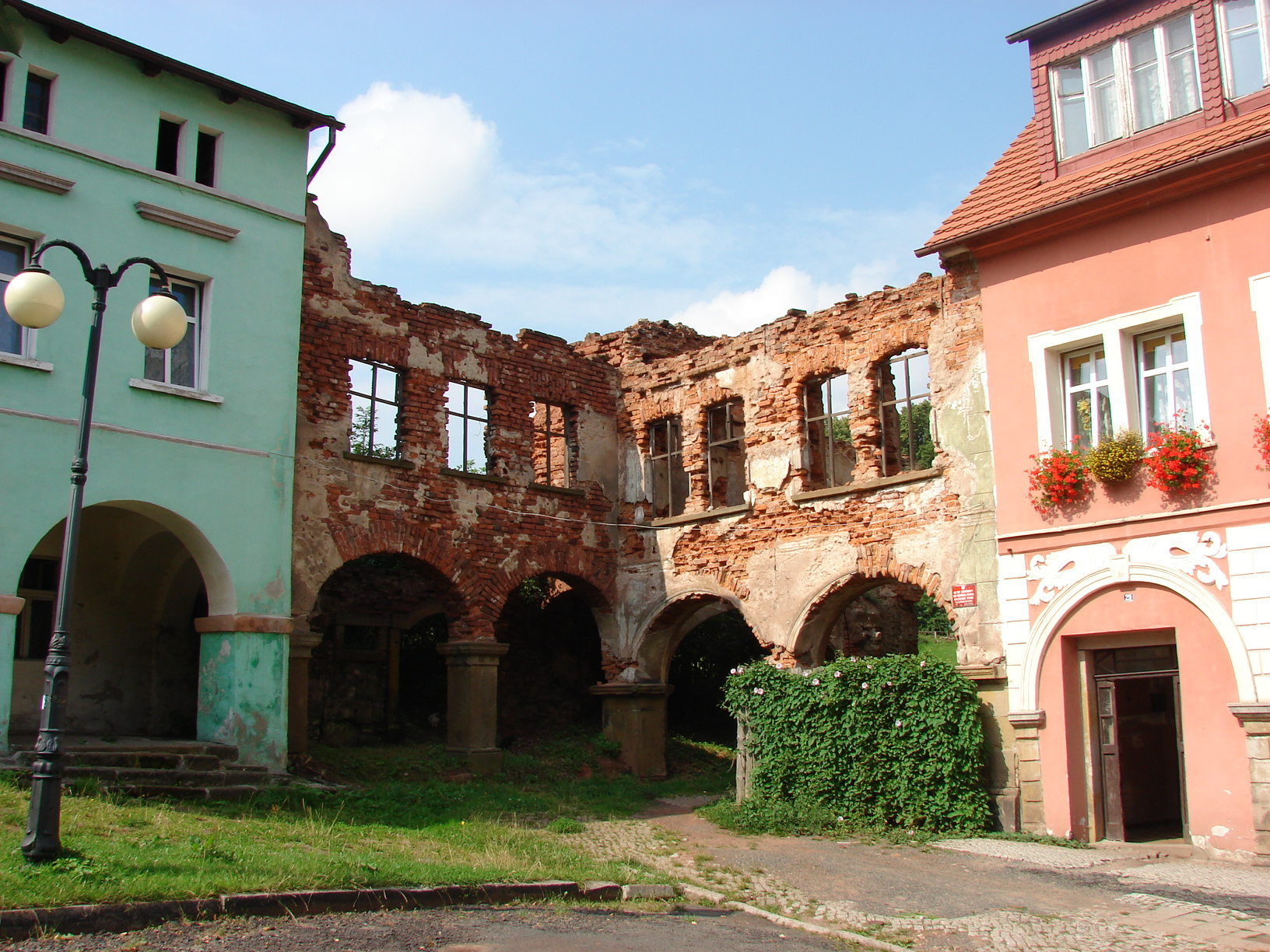
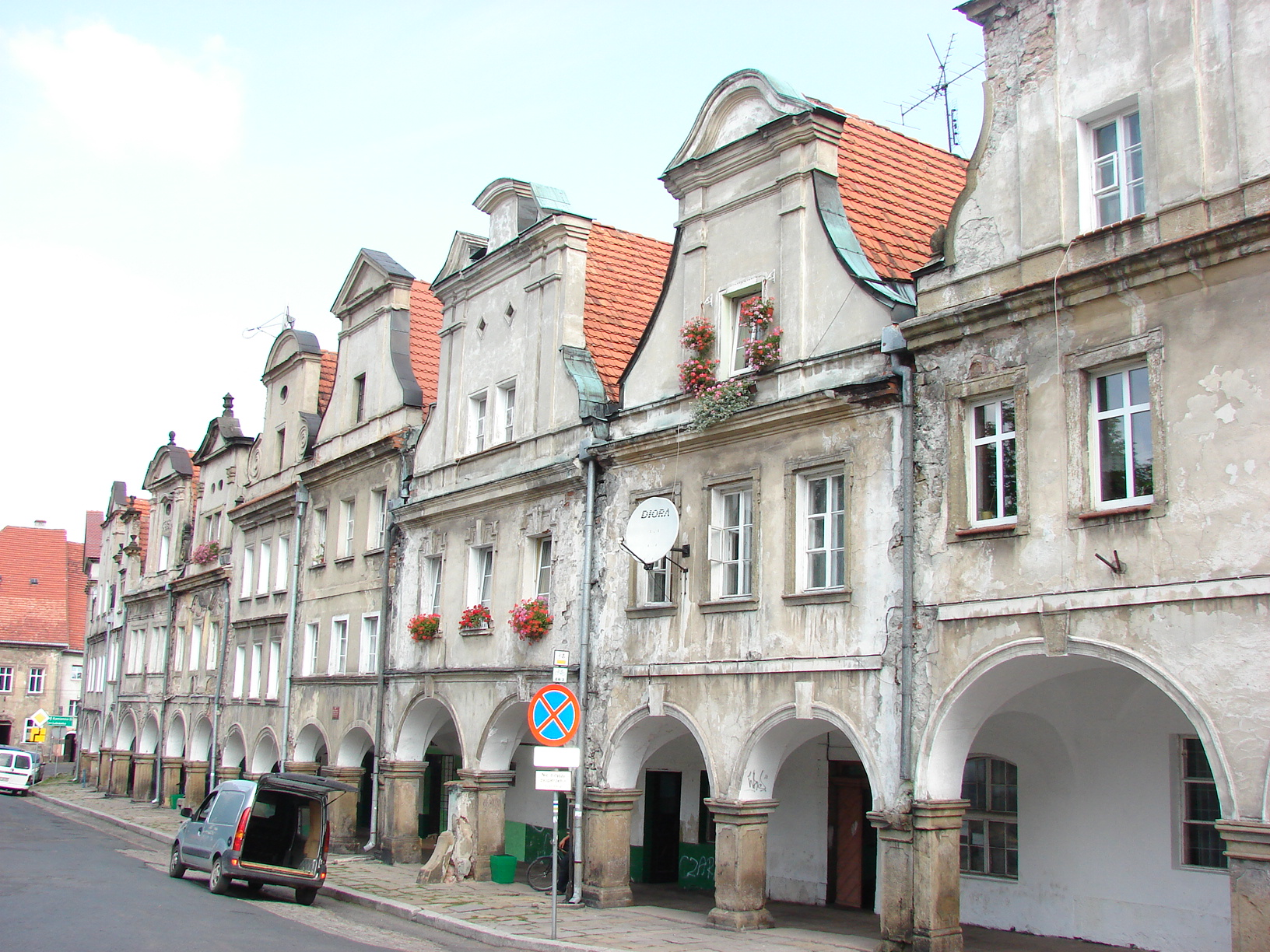
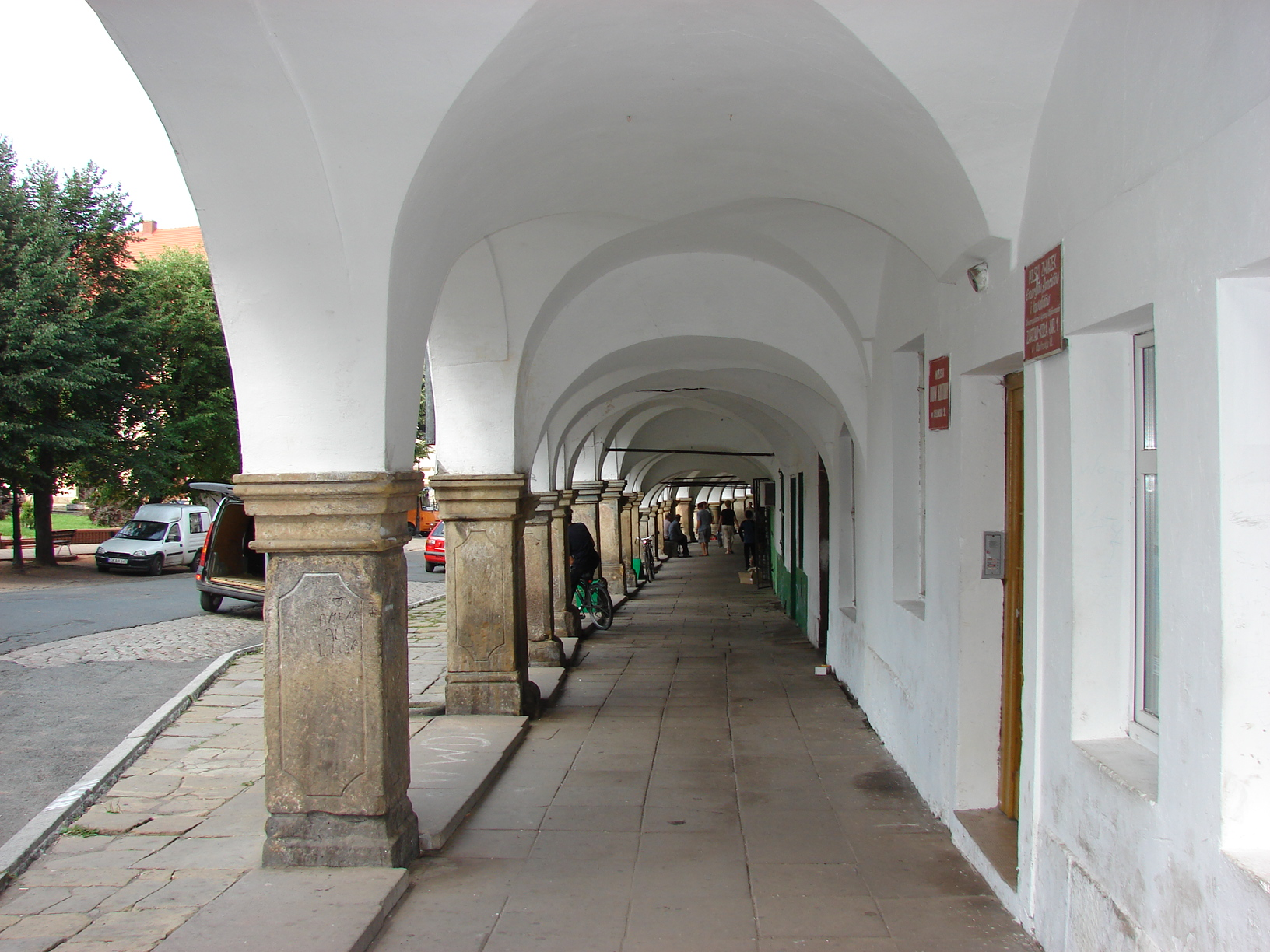
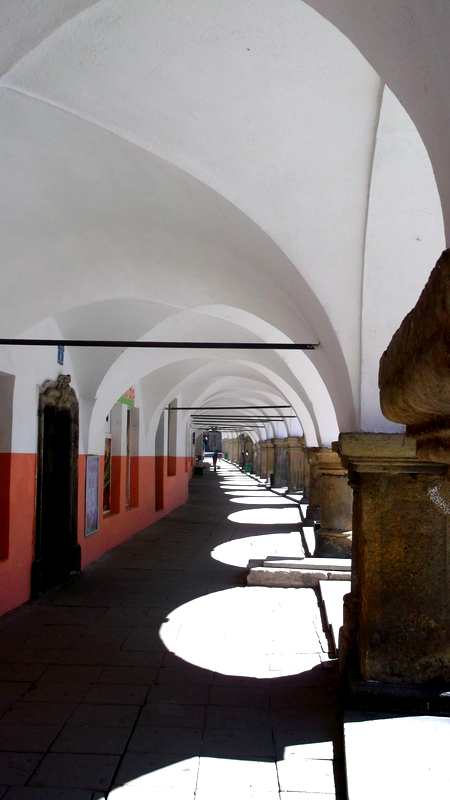
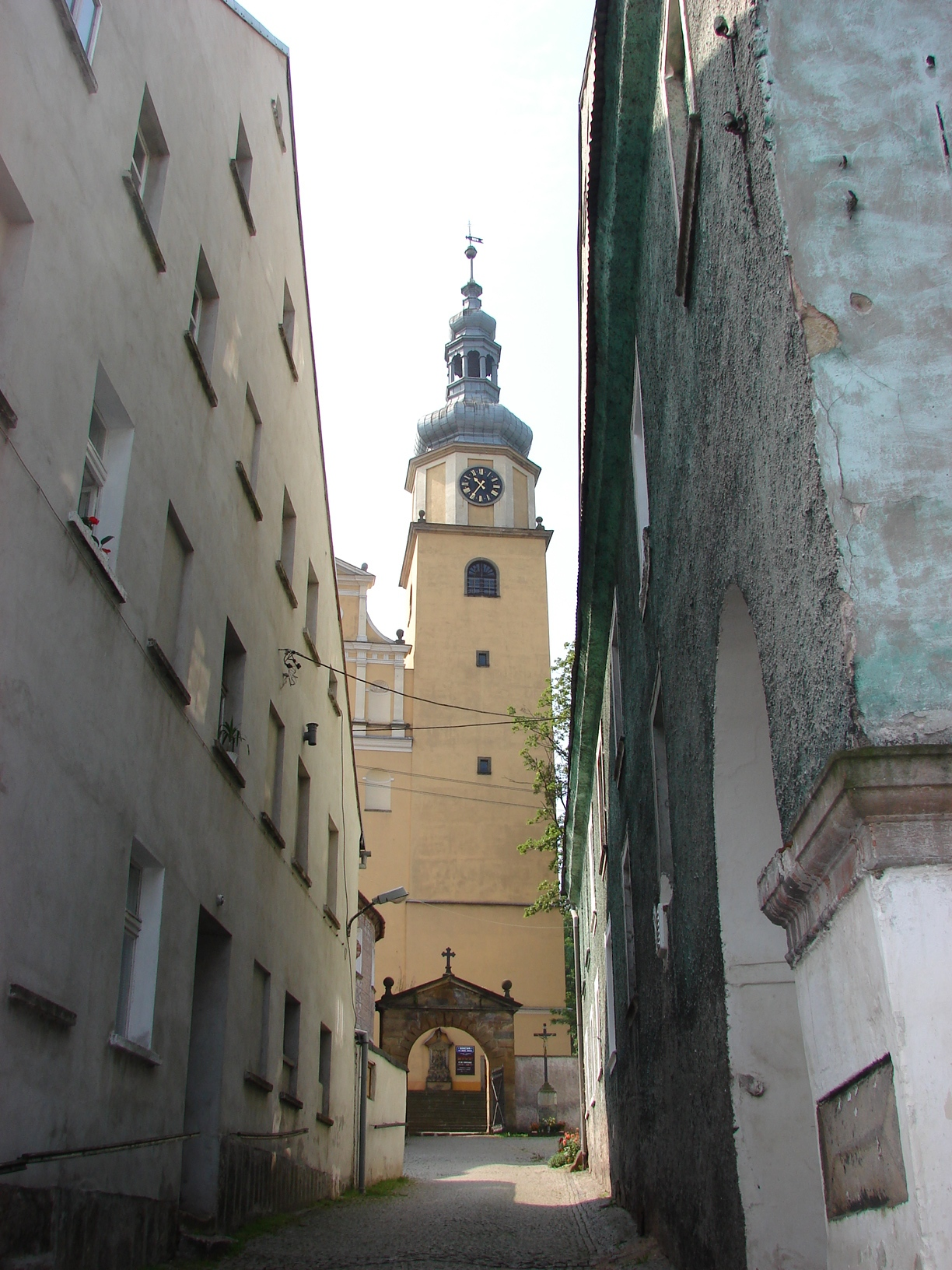
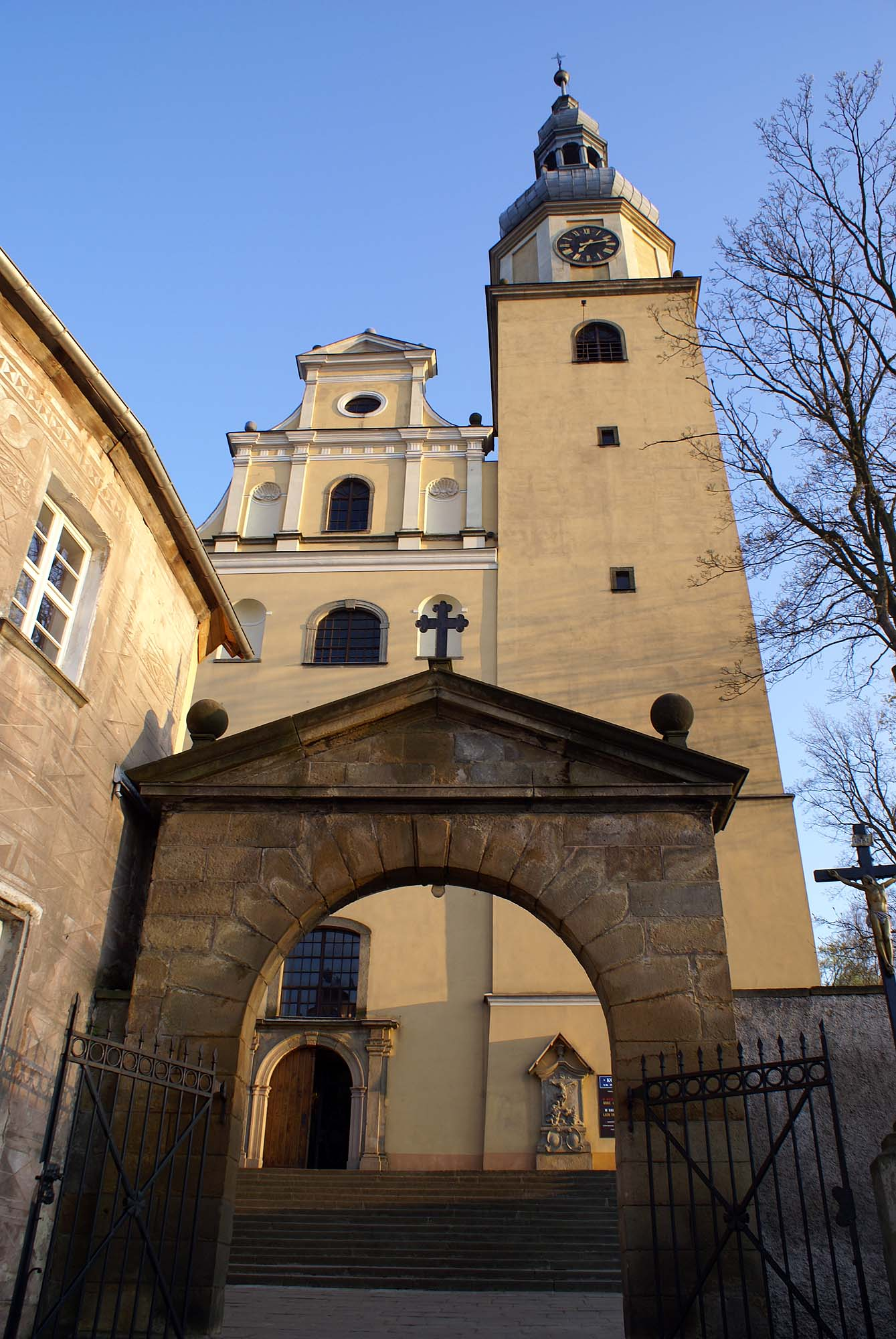
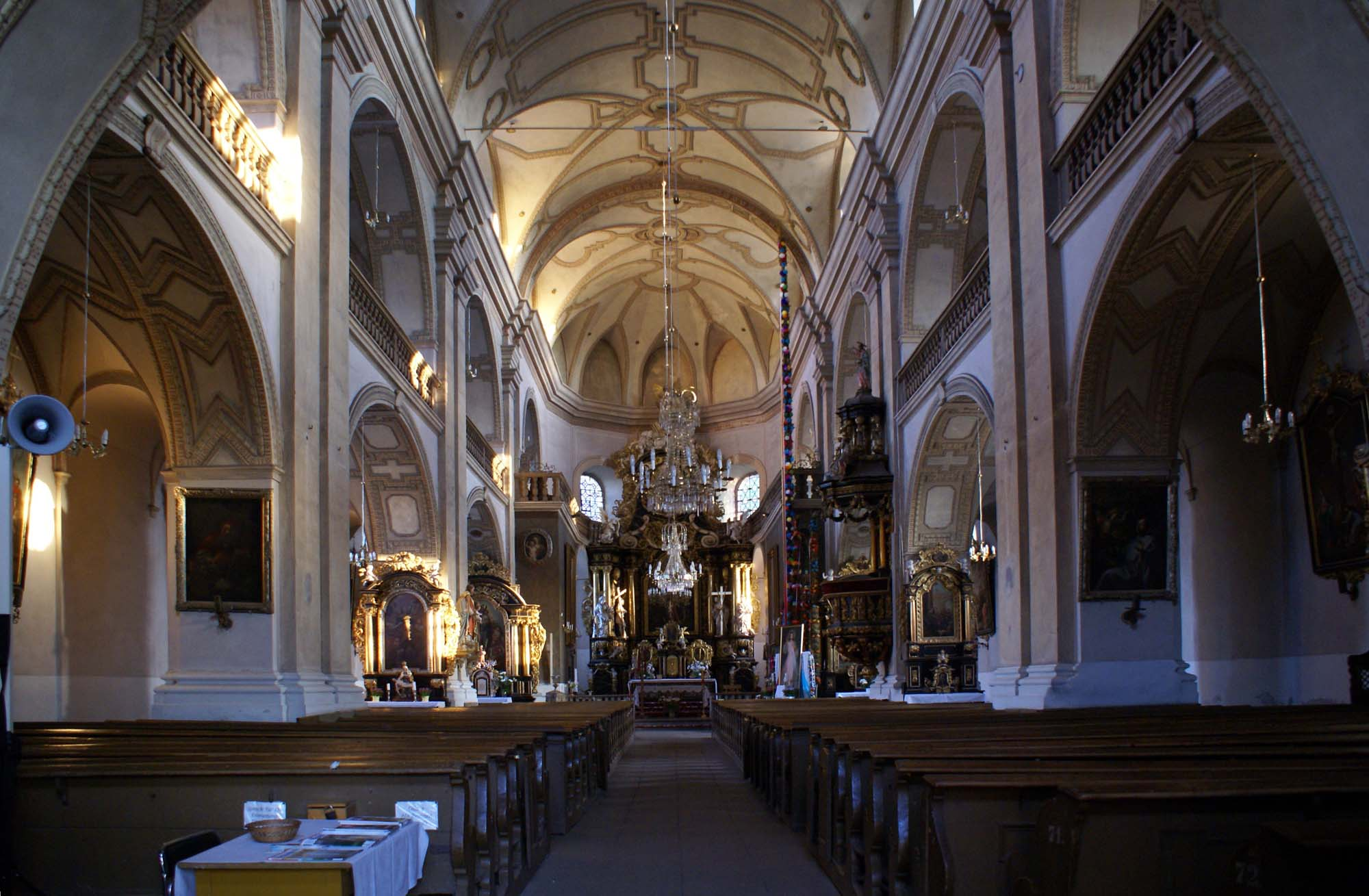
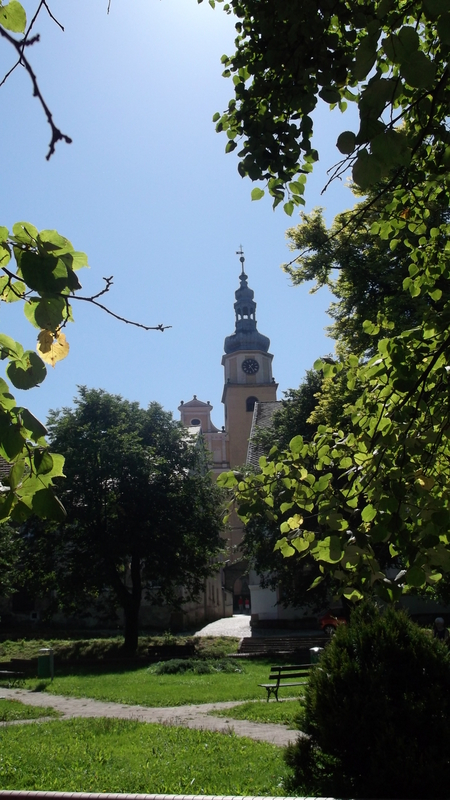
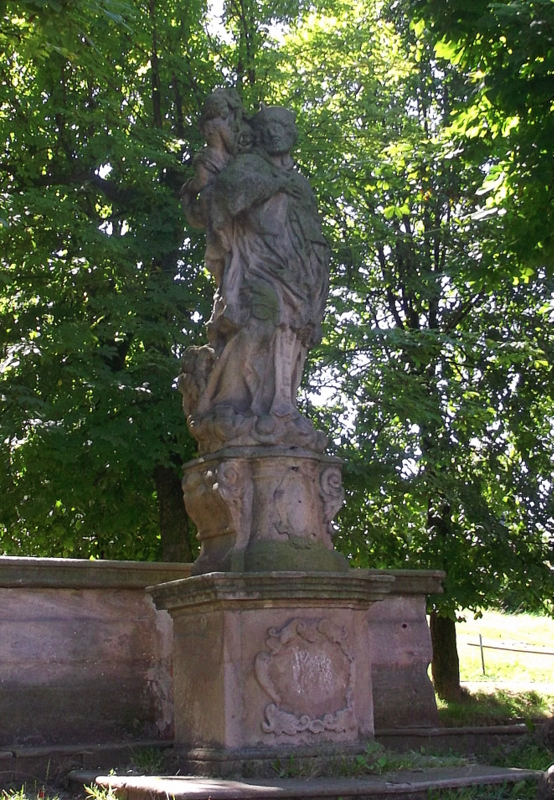
Figura św. Jana Nepomucena na rynku
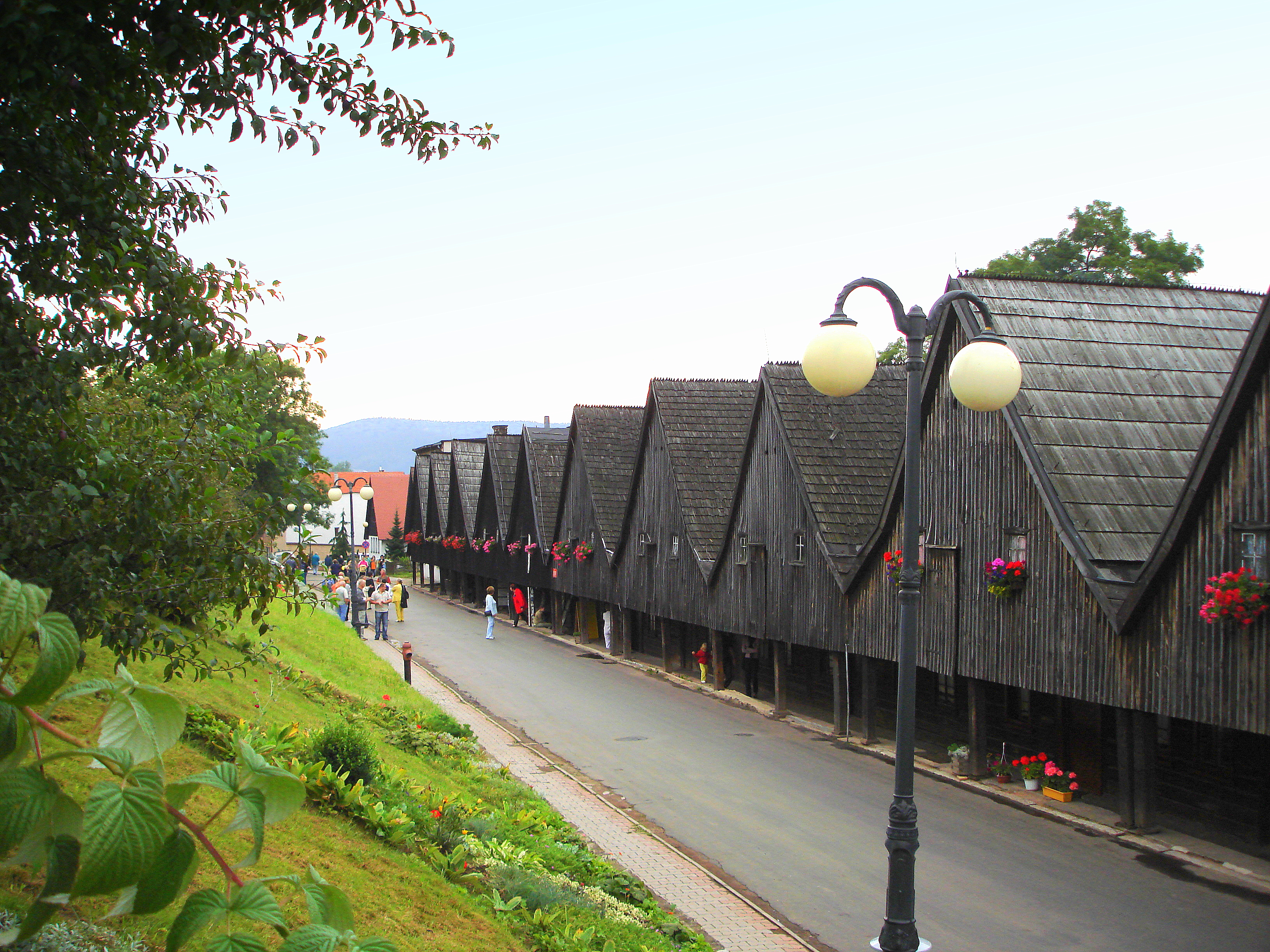
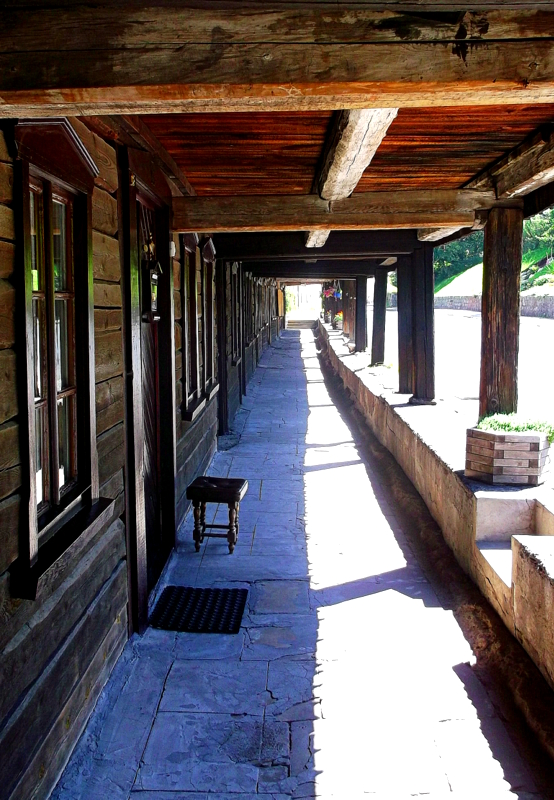
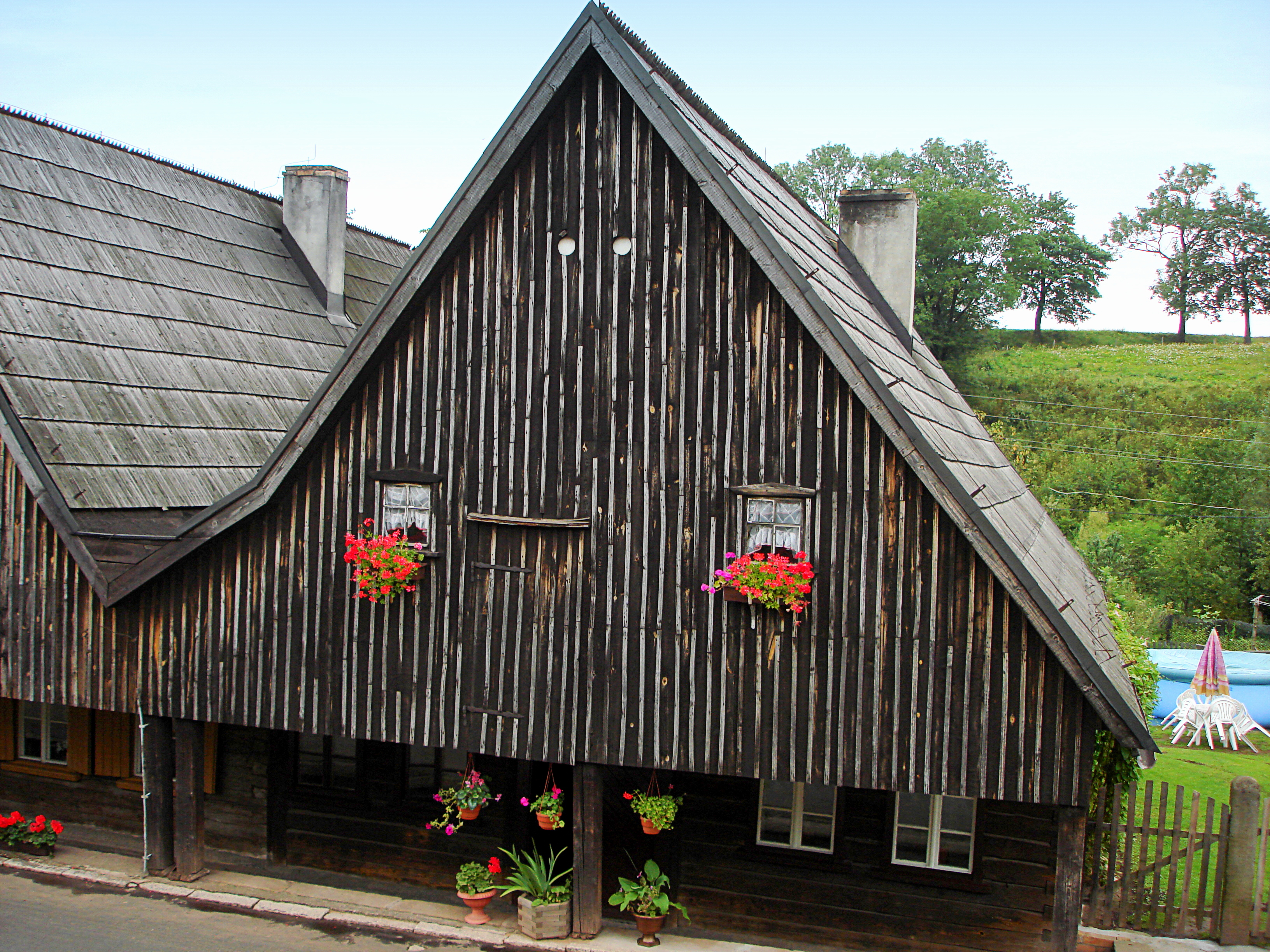
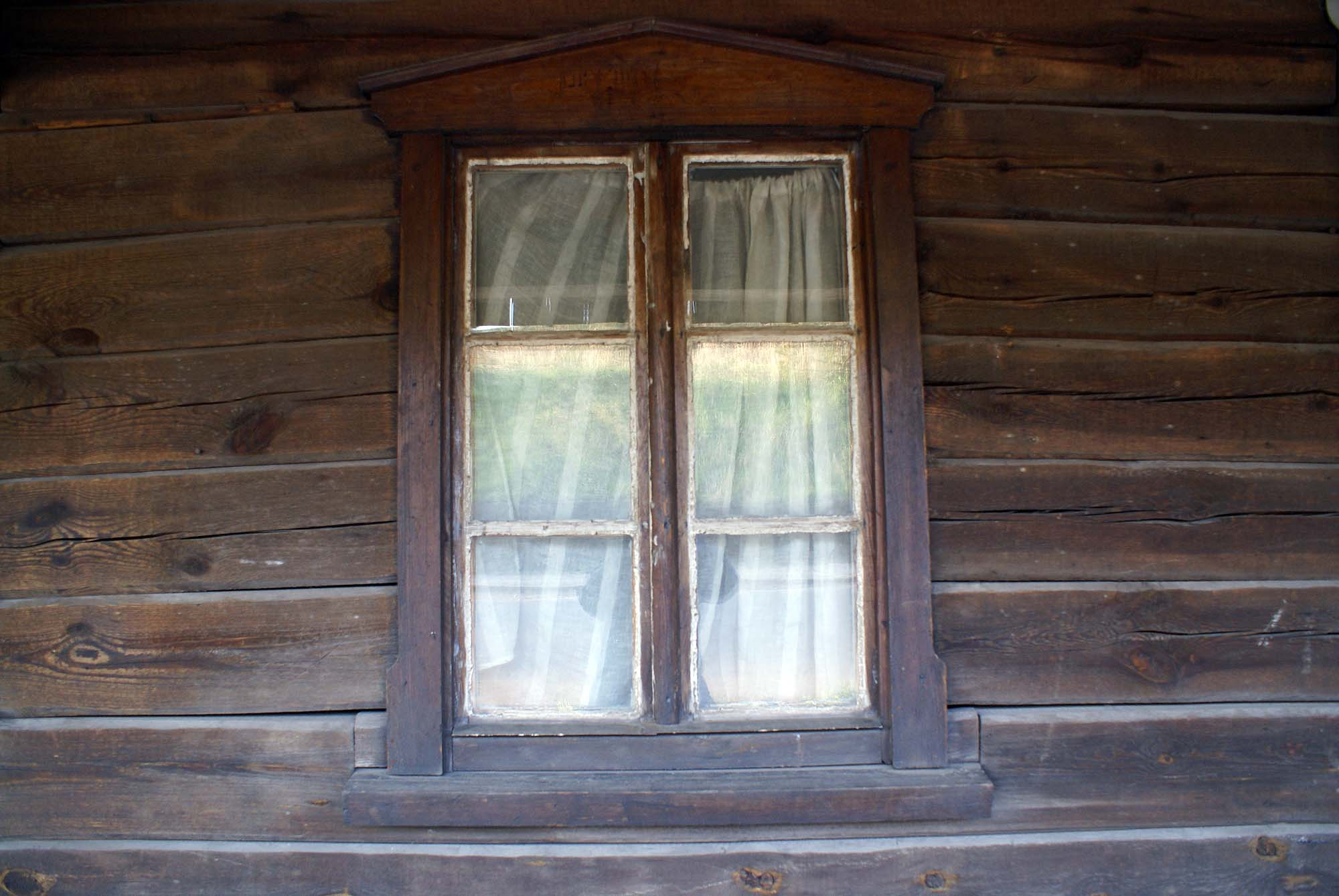
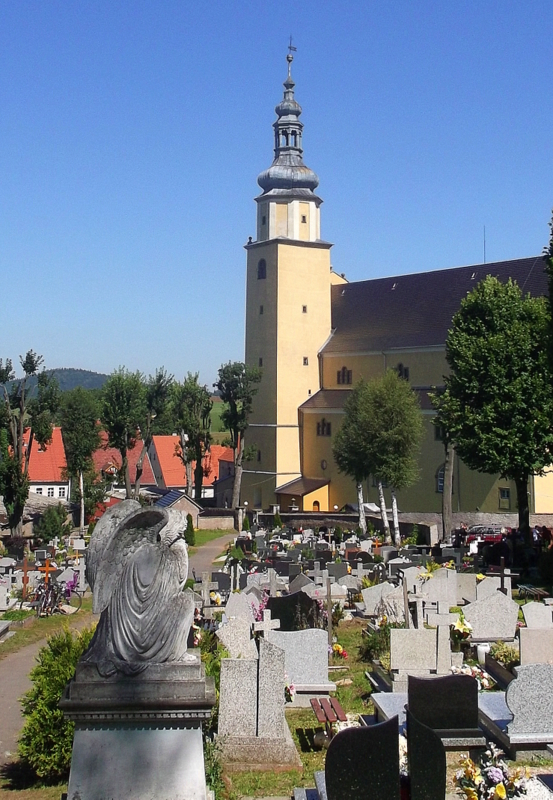
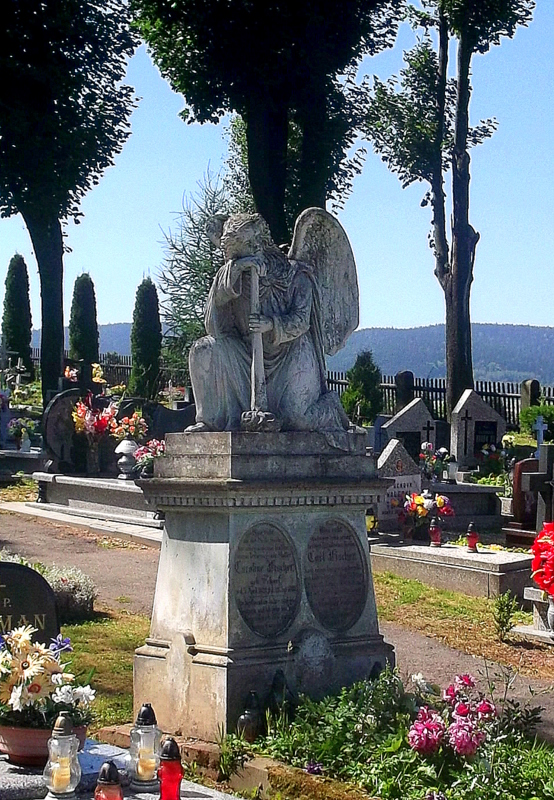
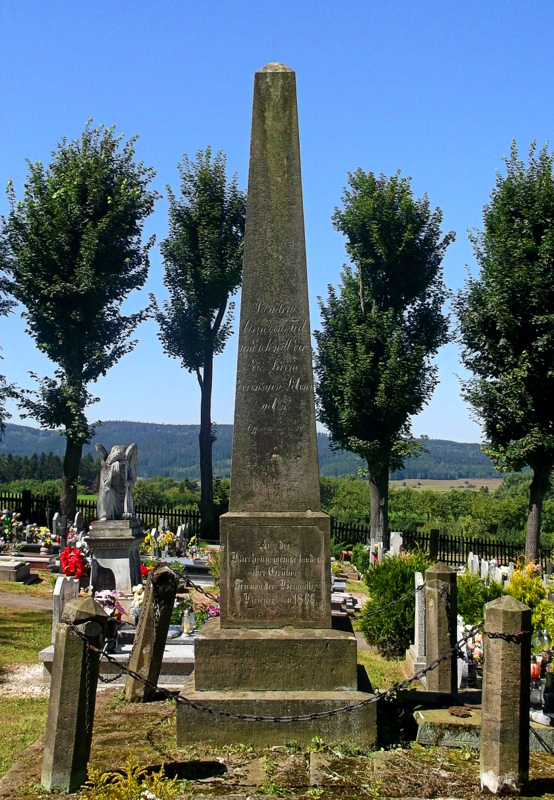
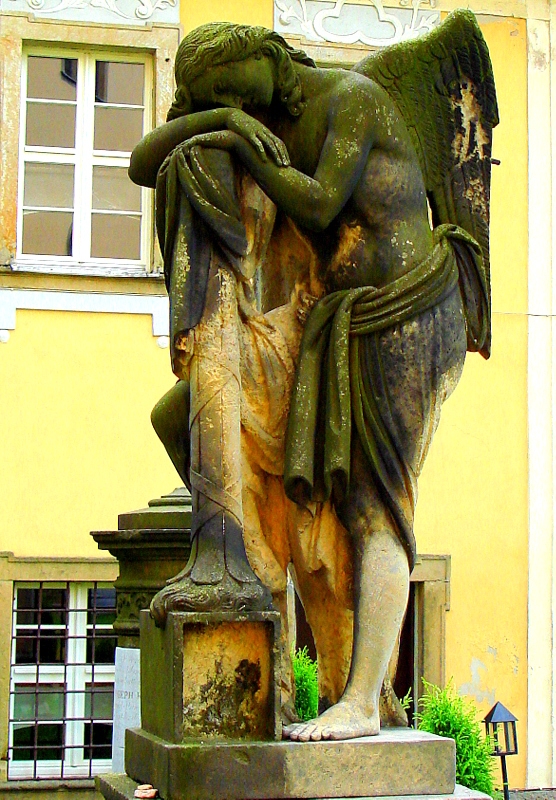
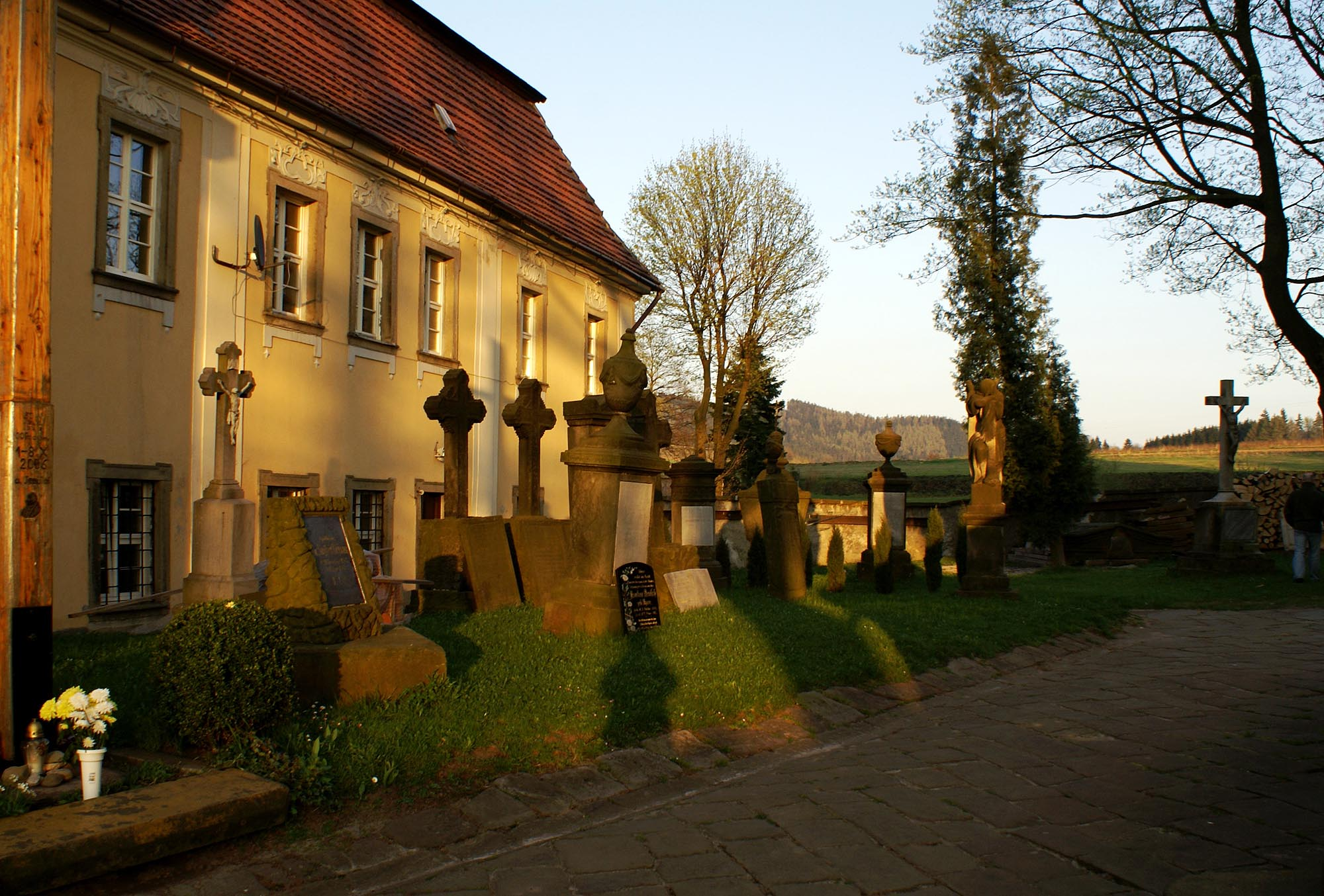
Stary cmentarz przy kościele Świętej Rodziny
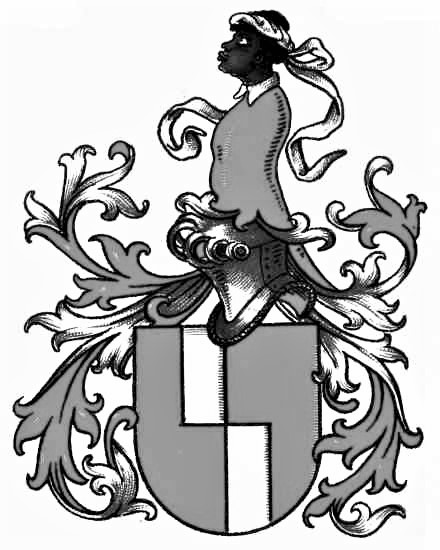
Herb Konrada von Czirn